# Wałentyna Semerenko
Wałentyna „Wala” Ołeksandriwna Semerenko (ukr. Валентина Олександрівна Семеренко, ur. 18 stycznia 1986 r. w Krasnopolu) – ukraińska biathlonistka, złota medalistka olimpijska, wielokrotna medalistka mistrzostw świata i Europy.

## Kariera
Biathlon trenuje od 2001 roku. W roku 2005 wystąpiła na mistrzostwach świata juniorów w Kontiolahti, gdzie zdobyła srebrny medal w sztafecie. W tym samym roku zdobyła też brązowy medal w tej konkurencji podczas mistrzostw Europy juniorów w Nowosybirsku. Rok później, na mistrzostwach Europy juniorów w Langdorf wygrała sprint, a w biegu pościgowym była druga.
Po raz pierwszy w zawodach Pucharu Świata wystąpiła 17 grudnia 2005 roku w Osrblie, gdzie zajęła 47. miejsce w sprincie. Pierwsze punkty zdobyła 1 grudnia 2006 roku w Östersund, zajmując 35. miejsce w tej samej konkurencji. Na podium zawodów tego cyklu pierwszy raz stanęła 4 lutego 2011 roku w Presque Isle, zajmując trzecie miejsce w sprincie. W zawodach tych wyprzedziły ją tylko Helena Ekholm ze Szwecji i Norweżka Tora Berger. W kolejnych startach jeszcze 10 razy stawała na podium, odnosząc dwa zwycięstwa: 15 grudnia 2013 roku w Le Grand-Bornand wygrała bieg pościgowy, a 15 marca 2015 roku w Kontiolahti bieg masowy. Najlepsze wyniki osiągnęła w sezonie 2014/2015, kiedy zajęła trzecie miejsce w klasyfikacji generalnej, za Darją Domraczewą z Białorusi i Kaisą Mäkäräinen z Finlandii. Jednocześnie była druga w klasyfikacji biegu masowego i trzecia w klasyfikacji w biegu pościgowego.
Pierwszy medal wśród seniorek zdobyła na mistrzostwach świata w Östersund w 2008 roku, gdzie razem z koleżankami z reprezentacji zajęła drugie miejsce w sztafecie. Kolejne dwa medale zdobyła na mistrzostwach świata w Novym Měscie w 2013 roku. W biegu indywidualnym była trzecia, za Torą Berger i Niemką Andreą Henkel. Dwa dni później Ukrainki wywalczyły srebrny medal w sztafecie. Na rozgrywanych dwa lata później mistrzostwach świata w Kontiolahti zwyciężyła w biegu masowym, wyprzedzając Niemkę Franziskę Preuß i Włoszkę Karin Oberhofer. Była tam też trzecia w sprincie, za Francuzką Marie Dorin Habert i Polką Weroniką Nowakowską-Ziemniak. Ponadto zdobyła brązowy medal w sztafecie na mistrzostwach świata w Östersund w 2019 roku.
W 2006 roku wystąpiła na igrzyskach olimpijskich w Turynie, zajmując 46. miejsce w biegu indywidualnym. Na rozgrywanych cztery lata później igrzyskach w Vancouver była między innymi szósta w sztafecie i trzynasta w biegu indywidualnym. W 2014 roku, razem z koleżankami z reprezentacji zwyciężyła w sztafecie podczas igrzysk olimpijskich w Soczi. Był to pierwszy w historii medal olimpijski dla Ukrainy w tej konkurencji. Brała też udział w igrzyskach olimpijskich w Pjongczangu w 2018 roku, gdzie jej najlepszym wynikiem było dziewiętnaste miejsce w biegu masowym.
Jej siostra bliźniaczka – Wita Semerenko, również jest biathlonistką.

## Osiągnięcia

### Igrzyska olimpijskie
| Rok  | Miejscowość | Konkurencje | Konkurencje | Konkurencje | Konkurencje | Konkurencje | Konkurencje | Konkurencje |
| Rok  | Miejscowość | IN          | SP          | PU          | MS          | RL          | MR          | SR          |
| ---- | ----------- | ----------- | ----------- | ----------- | ----------- | ----------- | ----------- | ----------- |
| 2006 | Turyn       | 46 .        | –           | –           | –           | –           | nd.         | nd.         |
| 2010 | Vancouver   | 13.         | 22.         | 22.         | 18.         | 6.          | nd.         | nd.         |
| 2014 | Soczi       | 18.         | 12.         | 5.          | 12.         | 1.          | –           | nd.         |
| 2018 | Pjongczang  | 25.         | 46.         | dns.        | 19.         | –           | –           | nd.         |
| 2022 | Pekin       | dnf.        | –           | –           | –           | –           | 13.         | nd.         |

### Mistrzostwa świata
| Rok  | Miejscowość          | Konkurencje | Konkurencje | Konkurencje | Konkurencje | Konkurencje | Konkurencje | Konkurencje |
| Rok  | Miejscowość          | IN          | SP          | PU          | MS          | RL          | MR          | SR          |
| ---- | -------------------- | ----------- | ----------- | ----------- | ----------- | ----------- | ----------- | ----------- |
| 2007 | Anterselva           | 36.         | –           | –           | –           | 9.          | –           | nd.         |
| 2008 | Östersund            | 32.         | 16.         | 20.         | 18.         | 2.          | –           | nd.         |
| 2009 | Pjongczang           | 26.         | 15.         | 38.         | 16.         | DNF         | 11.         | nd.         |
| 2011 | Chanty-Mansyjsk      | 11.         | 10.         | 24.         | 16.         | DSQ         | –           | nd.         |
| 2012 | Ruhpolding           | 49.         | 57.         | DNF         | –           | 6.          | –           | nd.         |
| 2013 | Nové Město na Moravě | 3.          | 22.         | 43.         | DNF         | 2.          | –           | nd.         |
| 2015 | Kontiolahti          | 15.         | 3.          | 19.         | 1.          | 6.          | 11.         | nd.         |
| 2016 | Oslo                 | 44.         | 80.         | –           | 26.         | 5.          | 4.          | nd.         |
| 2017 | Hochfilzen           | –           | 80.         | –           | –           | –           | –           | nd.         |
| 2019 | Östersund            | 36.         | 29.         | 38.         | –           | 3.          | –           | –           |
| 2020 | Anterselva           | 42.         | 36.         | 43.         | –           | –           | –           | –           |
| 2021 | Pokljuka             | –           | 50.         | dnf.        | –           | –           | –           | –           |

### Mistrzostwa Europy
| Rok  | Miejscowość          | Konkurencje | Konkurencje | Konkurencje | Konkurencje | Konkurencje | Konkurencje | Konkurencje |
| Rok  | Miejscowość          | IN          | SP          | PU          | MS          | RL          | MR          | SR          |
| ---- | -------------------- | ----------- | ----------- | ----------- | ----------- | ----------- | ----------- | ----------- |
| 2005 | Nowosybirsk          | 10.         | 7 .         | 7.          | nd.         | 3.          | nd.         | nd.         |
| 2006 | Langdorf             | 11.         | 1.          | 2.          | nd.         | 4.          | nd.         | nd.         |
| 2007 | Bansko               | –           | –           | 14.         | DNS         | nd.         | 3.          | nd.         |
| 2008 | Nové Město na Moravě | –           | –           | –           | nd.         | 1.          | nd.         | nd.         |
| 2009 | Ufa                  | 5.          | –           | –           | nd.         | 1.          | nd.         | nd.         |
| 2010 | Otepää               | –           | –           | 1.          | DNS         | nd.         | 2.          | nd.         |
| 2011 | Ridnaun              | –           | –           | –           | nd.         | 1.          | nd.         | nd.         |
| 2012 | Osrblie              | DNS         | 2.          | 2.          | nd.         | 1.          | nd.         | nd.         |

### Mistrzostwa świata juniorów
| Rok  | Miejscowość     | Konkurencje | Konkurencje | Konkurencje | Konkurencje | Konkurencje | Konkurencje | Konkurencje |
| Rok  | Miejscowość     | IN          | SP          | PU          | MS          | RL          | MR          | SR          |
| ---- | --------------- | ----------- | ----------- | ----------- | ----------- | ----------- | ----------- | ----------- |
| 2004 | Haute Maurienne | 40.         | 31.         | 33.         | nd.         | 8.          | nd.         | nd.         |
| 2005 | Kontiolahti     | 45.         | 15.         | 15.         | nd.         | 2.          | nd.         | nd.         |

### Puchar Świata

#### Miejsca w klasyfikacji generalnej
| Sezon     | Miejsce |
| --------- | ------- |
| 2005/2006 | -       |
| 2006/2007 | 47.     |
| 2007/2008 | 28.     |
| 2008/2009 | 24.     |
| 2009/2010 | 14.     |
| 2010/2011 | 11.     |
| 2011/2012 | 22.     |
| 2012/2013 | 20.     |
| 2013/2014 | 8       |
| 2014/2015 | 3.      |
| 2015/2016 | 47.     |
| 2016/2017 | 79.     |
| 2017/2018 | 21.     |
| 2018/2019 | 47.     |
| 2019/2020 | 33.     |
| 2020/2021 | 59.     |
| 2021/2022 | 60.     |

#### Miejsca na podium w zawodach chronologicznie
| Lp. | Dzień      | Rok  | Miejscowość          | Konkurencja                | Lokata | Pudła   | Czas biegu | Strata   | Zwycięzca          |
| --- | ---------- | ---- | -------------------- | -------------------------- | ------ | ------- | ---------- | -------- | ------------------ |
| 1.  | 4 lutego   | 2011 | Presque Isle         | Sprint na 7,5 km           | 3.     | 0+0     | 20:58,1    | + 19,4   | Helena Ekholm      |
| 2.  | 6 stycznia | 2013 | Oberhof              | Bieg pościgowy na 10 km    | 3.     | 0+1+0+0 | 32:30,4    | + 28,4   | Olga Zajcewa       |
| 3.  | 13 lutego  | 2013 | Nové Město na Moravě | Bieg indywidualny na 15 km | 3.     | 1+0+0+0 | 46:35,0    | + 1:42,5 | Tora Berger        |
| 4.  | 14 grudnia | 2013 | Le Grand-Bornand     | Sprint na 7,5 km           | 3.     | 0+1     | 21:02,9    | + 11,5   | Selina Gasparin    |
| 5.  | 15 grudnia | 2013 | Le Grand-Bornand     | Bieg pościgowy na 10 km    | 1.     | 1+0+0+0 | 28:05,4    | –        | –                  |
| 6.  | 4 grudnia  | 2014 | Östersund            | Bieg indywidualny na 15 km | 3.     | 0+0+0+0 | 47:21,7    | +38,1    | Darja Domraczewa   |
| 7.  | 7 grudnia  | 2014 | Östersund            | Bieg pościgowy na 10 km    | 2.     | 1+0+2+1 | 35:49,6    | +47,9    | Kaisa Mäkäräinen   |
| 8.  | 18 grudnia | 2014 | Pokljuka             | Sprint na 7,5 km           | 3.     | 0+0     | 20:42,0    | +24.7    | Gabriela Soukalová |
| 9.  | 20 grudnia | 2014 | Pokljuka             | Bieg pościgowy na 10 km    | 3.     | 0+0+1+0 | 30:32,7    | +36,8    | Darja Domraczewa   |
| 10. | 7 marca    | 2015 | Kontiolahti          | Sprint na 7,5 km           | 3.     | 0+1     | 22:36.5    | +19,7    | Marie Dorin Habert |
| 11. | 15 marca   | 2015 | Kontiolahti          | Bieg masowy na 12,5 km     | 1.     | 0+0+0+0 | 34:32,9    | –        | –                  |

### Puchar IBU

#### Miejsca w klasyfikacji generalnej
| Sezon     | Miejsce |
| --------- | ------- |
| 2005/2006 | 25.     |